# Rue de la Croix-Neuve
La rue de la Croix-Neuve est une ancienne rue qui était située dans l'ancien 3e arrondissement, disparue 

## Situation
L'emplacement de cette rue est inconnu.

## Odonymie
L'ensemble des historiens s'accordent sur la présence de la Croix Neuve qui était placée, suivant une ancienne coutume, devant l'église Saint-Eustache et que les titres anciens l'appellent « la Croix Jean-Bigne » ou « la Croix Jean-Bigue ». Rénovée et rétablie, elle fut alors nommée « la Croix-Neuve ».

## Histoire
Elle est citée dans Le Dit des rues de Paris de Guillot de Paris sous le nom « rue de la Croiz-Neuve ».
Edgar Mareuse suppose que cette rue, citée vers 1300 mais qui n'est indiquée sur aucun plan, allait de la rue Montmartre à la rue Raoul-Roissole et qu'elle était située derrière l'église Saint-Eustache.
Jaillot considère qu'il s'agit d'une rue qui était parallèle à la rue du Jour et qui a disparu, partiellement, lors de l'extension de l'église Saint-Eustache en 1532, ne laissant qu'un passage qui allait de la rue Montmartre à l'église.
Jean Lebeuf indique que la rue Trainée avait porté deux noms : « ruelle au Curé » pour sa partie orientale et « rue de la Croix-Neuve » pour la partie occidentale.
Jean de La Tynna indique que la rue de la Croix-Neuve est sans doute la rue Trainée indiquant que la Croix-Neuve existait encore en 1739, entre les rues Trainée et Coquillière.
Jacques Hillairet indique que l'impasse Saint-Eustache s'est appelée « cul-de-sac de la Croix-Neuve ».